# Ardgar mac Lochlainn
Ardgar mac Lochlainn (mort à Turlich-og en 1064) membre du Cenél nEógain et roi d'Ailech de 1061 à 1064.

## Origine imprécise
L'origine d'Ardgar mac Lochlainn reste imprécise du fait de l'existence de deux Ardgar mac Lochlainn contemporains. Les compilations généalogiques notamment celles reprises dans le document baptisé  manuscript Rawlinson B.502 retrace la lignée de son fils Domnall MacLochlainn depuis l'Ard ri Erenn Domnall ua Néill, et via son père le héros Muirchertach mac Neill, jusqu'à Niall Glúndub.  
La réalité semble quelque peu différente comme le montre le Livre de Leinster. Plus que le descendant de Lochlann mac Muiredach, petit-fils de  Domnall ua Néill, les Mac Lochlainn semblent être issus de l'autre  Lochlann: Lochlann mac Maíl Sechnaíll (mort en 1023), un descendant du frère de Niall Glúndub le plus obscur Domnall mac Áeda . 
Néanmoins, les Meic Lochlann sont incontestablement des membres du Cenél nEógain une branche des Uí Néill, et peuvent avec raison se réclamer de glorieux ancêtres du IXe siècle et même antérieurs.

## Règne
Le règne d'Ardgar mac Lochlainn est très bref. Il devient roi d'Ailech en 1061 après la mort de Niall mac Máel Sechnaill qui était son oncle. En 1062, il organise une expédition contre le Connacht et capture 600 vaches et 100 personnes Il meurt en 1064 à Telach-og et il est inhumé à Armagh dans le « Mausolée des rois » 
À sa mort, le trône d'Ailech est capté pour trois ans par un certain par Áed Ua hUalgairg (1064-1067) qui appartient à une lignée secondaire du Cenél nEógain qui est issue de Ualgarg mac Flaithbertach (mort en 879), un petit-fils de Niall Caille mac Áeda.

## Postérité
Ardgar mac Lochlainn est le père de :
- Domnall MacLochlainn roi d'Ailech (1083-1121) et Ard ri Erenn.
- Magnus mac Lochlainn roi d'Ailech de 1128 à 1129

## Sources
- (en) Seamus O' Ceallaigh Problems with the O'Neill Pedigree dans « Gleamings from Ulster History », Cork University Press, Cork, 1951.
- (en) Francis John Byrne, Irish Kings and High-Kings. Four Courts Press  Dublin (2001). 2e édition  (ISBN 1851821961).
- (en) T.W. Moody F.X. Martin F.J. Byrne A new history of Ireland Tome IX "Maps, Genealogies, Lists a companion to irish history. Part II Oxford University Press réédition 2011  (ISBN 9780199593064)